# You (Time Person of the Year)
You (svenska: du) valdes som 2006 års Time magazines Person of the Year. Detta som erkännande för de miljoner människor som mer eller mindre anonymt medverkar till användargenererat innehåll på webbplatser såsom Wikipedia, YouTube, Facebook och andra tillhörande den så kallade Web 2.0-generationen.

## Bakgrund
Även om de flesta "Årets person" historiskt utgjorts av enskilda individer, har vissa utnämnanden skett av grupper av människor, andra av ting: datorn ("Årets maskin" 1982) och "Den hotade jorden" ("Årets planet" 1988).
Flera liknande mediala utmärkelser hade redan uttryckt erkännande för den växande betydelsen av användargenererat material online: "Du!" tog förstaplatsen i Business 2.0:s lista över "50 viktiga personer nu" i juli 2006; medan ABC News listade bloggare som "Årets människor" 2004.